# 大朏岳優
大朏 岳優（おおつき たけひろ、1998年8月18日 - ）は、日本の俳優である。株式会社CESエンタテインメント所属。

## 出演

### テレビドラマ
- オトコマエ!2（2008年4月-7月、NHK総合テレビ） - 栄市 役
- モンスターペアレント 第7話（2008年8月19日、フジテレビ） - 剣持文人 役
- Q.E.D. 証明終了（2009年1月-3月、NHK総合テレビ） - 小学生B 役
- スクール!!（2011年1月 - 3月、フジテレビ） - 大朏岳 役
- 家政婦のミタ（2011年10月 - 12月、日本テレビ） - 古田 役
- 13歳のハローワーク（2012年、テレビ朝日） - 大沢伸司 役
- 学校のカイダン（2015年1月 - 3月、日本テレビ） - 和泉彬 役
- 時をかける少女（2016年7月 - 8月、日本テレビ） - 大朏岳優 役[2]
- 恋するJKゾンビ（2016年12月29日、テレビ朝日） - クラスメイト 役
- &美少女 NEXT GIRL meets Tokyo 第9話（2017年6月7日、FOD） - 橘健太 役
- 未来への10カウント（2022年4月14日 - 6月9日、テレビ朝日） - 森拓己 役[3]
- 僕らのミクロな終末（2023年1月30日 - 3月20日、朝日放送テレビ） - 橋本陽介 役[4]
- ケイジとケンジ、時々ハンジ。 第4話（2023年5月4日、テレビ朝日） - 加賀直樹 役
- シッコウ!!〜犬と私と執行官〜 第4話・第7話 - 最終話（2023年8月1日・8月22日 - 9月12日、テレビ朝日） - 砥沢鍵吉 役
- 24時間テレビ ドラマスペシャル『虹色のチョーク 知的障がい者と歩んだ町工場のキセキ』（2023年8月26日、日本テレビ） - 後藤勝 役[5]
- 転職の魔王様 第8話（2023年9月4日、関西テレビ・フジテレビ）
- 恋愛のすゝめ（2023年11月22日 - 1月17日、TBS） - 権林正行 役
- OZU 〜小津安二郎が描いた物語〜 最終話「青春の夢いまいづこ」（2023年12月17日、WOWOW） - 熊田 役[6]
- おっさんのパンツがなんだっていいじゃないか! 第6話・第9話（2024年2月10日・3月2日、東海テレビ） - プロデューサーT 役
- 西園寺さんは家事をしない（2024年7月9日 - 9月17日、TBS） - 水野純太 役[7]

### 映画
- MW-ムウ-（2009年）教会の孤児 役
- 白夜行（2011年、ギャガ）菊池文彦 役
- あしたのジョー（2011年、東宝）強盗ドヤ子供 役
- 虹色ほたる 〜永遠の夏休み〜（2012年）タカシ 役（声優）

### 舞台
- みんな出ておいで〜（2024年3月5日 - 10日、DDD青山クロスシアター）[8]
- 革命の家（2025年1月9日 - 13日、シアターサンモール）[9]

### 配信ドラマ
- パンドラの果実〜科学犯罪捜査ファイル〜 Season2 第2話（2022年7月2日、Hulu） - 堤大吾 役[10]

### CM
- コナミ『ワールドサッカー ウイニングイレブン 2009』
- KINCHO蚊に効くカトリス「うたぐり深い目篇」
- はごろもフーズ「シーチキンマイルド」 - クラスメイト 役